# Longin (exarque)
Longin (en latin : Flavius Longinus) serait, d'après la plupart des historiens, le premier exarque d'Italie (569-572), lors du règne de l'empereur byzantin Justin II.
Il fut nommé par l'empereur en remplacement de Narsès, combattit les Lombards, que Narsès aurait appelés en Italie (?), mais ne put mettre à l'abri de leurs attaques que la province de Ravenne et le duché de Rome. Il s'empara des trésors d'Alboïn, roi des Lombards, que Rosemonde lui livra après avoir assassiné ce roi.

## Source
Cet article comprend des extraits du Dictionnaire Bouillet. Il est possible de supprimer cette indication, si le texte reflète le savoir actuel sur ce thème, si les sources sont citées, s'il satisfait aux exigences linguistiques actuelles et s'il ne contient pas de propos qui vont à l'encontre des règles de neutralité de Wikipédia.